# Kompjutrerizovana tomografska uretrografija
Kompjutrerizovana tomografska uretrografija  (KTU) radiološki je metod snimanja koji pored rendgen zračenja primenjuje i tomografiju, metod koji se zasniva na matematičkoj proceduri obrade snimaka ili tomografskoj rekonstrukciji snimaka uz primenu savremenih računara i programskih paketa u njima.

## Relevantna anatomija i patofiziologija
Mokraćna cev, mokraćovod bešike ili uretra,  je cev koja spaja mokraćnu bešiku sa spoljnim svetom. Kod oba pola ima funkciju u eliminaciji mokraće, dok kod muškaraca služi i za odvođenje sperme. 
Kod žena, mokraćna cev dugačka je između 3 i 5 cm i završava se u vulvi između klitorisa i otvora vagine. Zbog vrlo kratke dužine same mokraćne cevi, žene su znatno podložnije infekcijama urinarnog trakta nego muškarci. 
Kod muškaraca mokraćna cev dugačka je oko 20 cm i završava se na samom vrhu penisa. 
Unutrašnji zidovi mokraćne cevi sastoje se iz mnoštva spiralnih nabora koji omogućavaju brz protok mokraće i sperme. 
Zbog dužine mokraćne cevi proces kateterizacije kod muškaraca znatno je teži i bolniji od onoga kod žena.

## Primena
U urologiji ova metod digitalne geometrijske obrade se koristi za generisanje trodimenzionalnih slika unutrašnjosti snimljenog urogenitalnog sistema koje čini velika serija dvodimenzionalnih rendgenskih snimaka snimljenih u toku jedne rotacije uređaja oko svoje ose. Savremenim multidetektorskim CT uređajima uz primenu intravenskog kontrastnog sredstva moguće je prikazati kanalni sistem bubrega, mokraćovode i mokraćne bešike (CT urografija – CTU),  kao i bubrežne arterije i vene (CT angiografija – CTA).

## Indikacije
Osnovna indikacije za primenu KTU bile bi:
- Procena anatomskih odnosa kod preloma (frakutra) karlice sa rupturom posteriorne mokraćne cevi (uretre).[3]
- Sumnja na stenozu mokraćne cevi, jer ima  prednosti koje se ogledaju u:
  - boljem prikazivanju anatomskih detalja,
  - mogućnosti trodimenzionalnog prikaza defekta uretre,
  - mogućnosti prikazivanja false route, fistula i divertikuluma.

## Nedostaci
Metoda ima i brojne nedostatke:
- ne dobijaju se informacije bitno drugačije od informacija dobijenih konvecionalnim imidžing metodama,

- moguću nefrotoksičnost i alergiju na kontrastno sredstvo,

- primenu višestruko  veće doza zračenja.

## Spoljašnje veze
|  | Molimo Vas, obratite pažnju na važno upozorenje u vezi sa temama iz oblasti medicine (zdravlja). |